# Cisaprid
Cisaprid ist ein Arzneistoff aus der Gruppe der Prokinetika, welche die Motilität im oberen Magen-Darm-Trakt verstärken.
Er ist in vielen Ländern vom Markt genommen worden, da er Herzrhythmusstörungen (Long-QT-Syndrom) verursacht. In Deutschland wurde das Medikament bis 2000 unter den Handelsnamen Alimix und Propulsin vermarktet.
Chemisch gesehen ist Cisaprid ein Derivat des Benzamids. Wirkspezifisch ist es ein selektiver Serotoninagonist.

## Anwendungsgebiete
Cisaprid kann zur symptomatischen Behandlung des Sodbrennens bei Patienten mit Refluxösophagitis angewendet werden, außerdem bei Magenlähmung, bei Motilitätsstörungen des Darmes, dadurch bedingter Übelkeit, und bei Verstopfung.

## Wirkung
Cisaprid ist ein Parasympathomimetikum, das über eine Stimulation von 5-HT4-Rezeptoren eine Freisetzung von Acetylcholin bewirkt; dies führt zu verschiedenen Wirkungen im oberen Gastrointestinaltrakt.